# Lückentheorie (Politik)
Die Anwendung der Lückentheorie, die auf den Juristen und Politiker Friedrich Julius Stahl zurückgeht, war der Versuch Otto von Bismarcks, den preußischen Verfassungskonflikt im Sinne des Königs zu lösen.
Nachdem der preußische Landtag 1862 dem preußischen König (dem späteren deutschen Kaiser) Wilhelm I. die Heeresreform auf Kosten der bürgerlichen Landwehr nicht genehmigt hatte, berief der Monarch Otto von Bismarck zum preußischen Ministerpräsidenten. Bismarck bot dem König an, als Ministerpräsident, wenn nötig auch eigenmächtig, gegen das Parlament zu regieren.
Nachdem sich Parlament und Krone unter der Vermittlung von Bismarck nicht einigen konnten, vertraten Stahl und Bismarck die Auffassung, dass in allen Fällen, zu denen in der Verfassung keine explizite Regelung getroffen ist, der Monarch als Souverän – und nicht das Parlament – die Kompetenz besitze, diese Verfassungslücke in einer Entscheidung zu regeln. Dadurch war das in der Verfassung zugesicherte Budgetrecht des Parlaments nichts mehr wert, da es im Falle einer Uneinigkeit mit der Krone die Macht an die Krone gibt. Dadurch war es de facto eine vollständige Entmachtung des Parlaments, welche einen Verfassungsbruch darstellt.
Da nach Bismarcks Ansicht die Verfassung keine Regelungen für den Fall vorschreibe, dass sich der König und die beiden Kammern nicht auf einen Haushalt einigen konnten, müsse er als Regierungschef und Vertreter der Krone dennoch handeln, damit das Staatsleben nicht zum Stillstand komme. Wenn die Rechte der Verfassung einen Wert innegehabt hätten, hätte dieses Recht das Parlament schon alleine durch sein Budgetrecht bekommen. Die Heeresreform wurde mit von Bismarck besorgtem Kapital und damit eigenmächtig – weil ohne einen vom Parlament gebilligten Haushalt – durchgeführt.
In diesem Rahmen fiel das berühmte Zitat Bismarcks: „Nicht durch Reden und Majoritätsbeschlüsse werden die großen Fragen der Zeit entschieden – das ist der große Fehler von 1848 und 1849 gewesen – sondern durch Eisen und Blut“.
Nachdem Preußen 1866 den Krieg gegen Österreich gewonnen hatte (Bismarck beendete gegen den Willen des Königs und damit laut obigen Ausführungen verfassungswidrig diesen Krieg), konnte Bismarck die Nationalliberalen, welche auf ein einheitliches Deutschland hinarbeiteten, auf seine Seite ziehen und ließ sich durch die so genannte Indemnitätsvorlage im Nachhinein den Haushalt bestätigen. Die von Bismarck gebrauchten Geldmittel wurden nachgezahlt.
Die Verabschiedung dieser Vorlage stellte einen Kompromiss zwischen Bismarck und dem Parlament dar. Durch die Billigung „dankten“ die Nationalliberalen dem Ministerpräsidenten für die Schaffung der Voraussetzung eines deutschen Staates, Bismarck erkannte im Gegenzug stillschweigend die Finanzhoheit (Haushaltsrecht) des Parlaments an.